# سوره برق
سوره برق یک منطقهٔ مسکونی در ایران است که در دهستان سنجبد غربی واقع شده‌است. سوره برق ۱۳۴ نفر جمعیت دارد.